# Hidalgo, Los Ramones
Hidalgo är en ort i Mexiko.   Den ligger i kommunen Los Ramones och delstaten Nuevo León, i den centrala delen av landet, 700 km norr om huvudstaden Mexico City. Hidalgo ligger 222 meter över havet och antalet invånare är 15 227.
Terrängen runt Hidalgo är platt. Runt Hidalgo är det mycket glesbefolkat, med 4 invånare per kvadratkilometer. Hidalgo är det största samhället i trakten. Trakten runt Hidalgo består i huvudsak av gräsmarker.